# Charles Austin
Charles Austin (* 19. prosince 1967, Bay City, Texas) je bývalý americký sportovec, atlet, který se v roce 1996 v Atlantě stal olympijským vítězem ve skoku do výšky. Je mistrem světa (1991) a halovým mistrem světa z roku 1997.